# Suni (Italia)
Suni (en sardo Sune) es una localidad italiana de la provincia de Oristán, región de Cerdeña,  con 1.163 habitantes.

## Evolución demográfica
| Gráfica de evolución demográfica de Suni entre 1861 y 2001 |
|                                                            |
| Fuente ISTAT - elaboración gráfica de Wikipedia            |